# Miecz długi

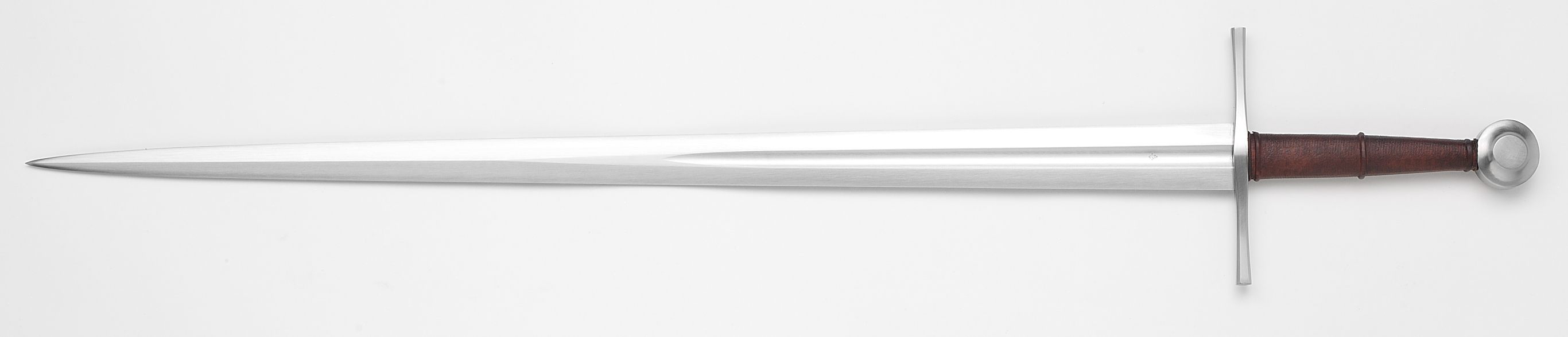
Miecz długi

Miecz długi (pot. niepopr. półtoraręczny) – rodzaj średniowiecznego europejskiego miecza, o stosunkowo długiej głowni i rękojeści (umożliwiającej ergonomiczną walkę oburącz). Jest bronią sieczno-kolną, umożliwiającą zadawanie zarówno cięć, jak i pchnięć. Używany od XIII do XVI wieku.
Bardzo podobnym mieczem (często zaliczanym do jednej z form miecza długiego), jest powstały w XIV-XV w. miecz bastardowy (bękarci).

## Historia

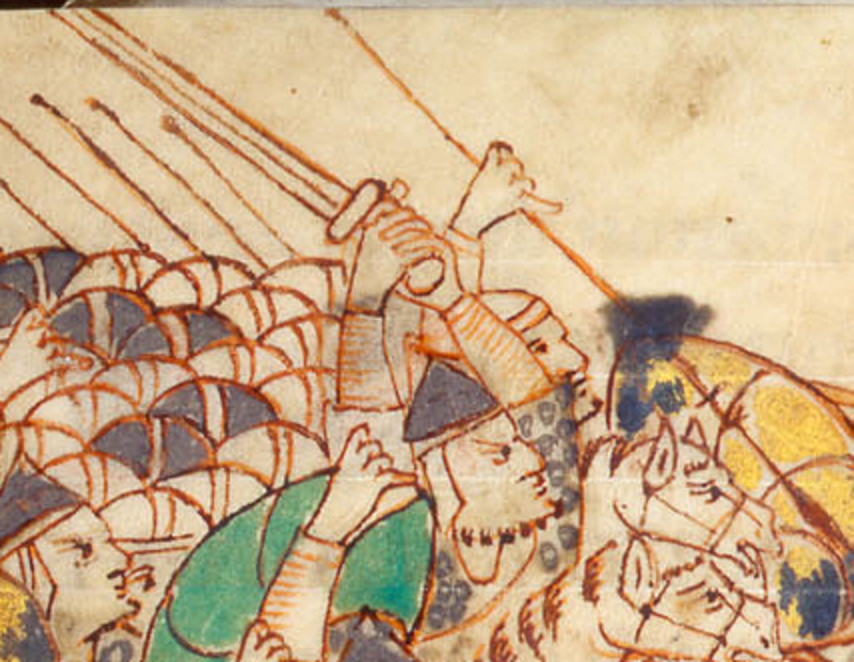
Ilustracja z traktatu Codex PER F 17, ukazująca dwuręczny chwyt na mieczu jednoręcznym, X w.

Za początek wyodrębnienia się mieczy długich, względem używanych wcześniej mieczy jednoręcznych przyjmuje się wiek XIII. Był to jednak proces stopniowy i długi, a obu typów mieczy używano równolegle przez całe średniowiecze .
Inicjatorem wyodrębnienia się nowej konstrukcji była najprawdopodobniej tendencja dokładania drugiej ręki do rękojeści miecza jednoręcznego w celu zwiększenia szybkości i siły ciosu. Tendencję stosowania ciasnego dwuręcznego chwytu na jednoręcznej rękojeści można zaobserwować na średniowiecznych rycinach już od X w., a od wieku XIII praktyka ta przedstawiana jest z wyraźnie większą częstotliwością (w przypadku gdy przedstawiana postać nie używa tarczy, mając drugą rękę wolną) .

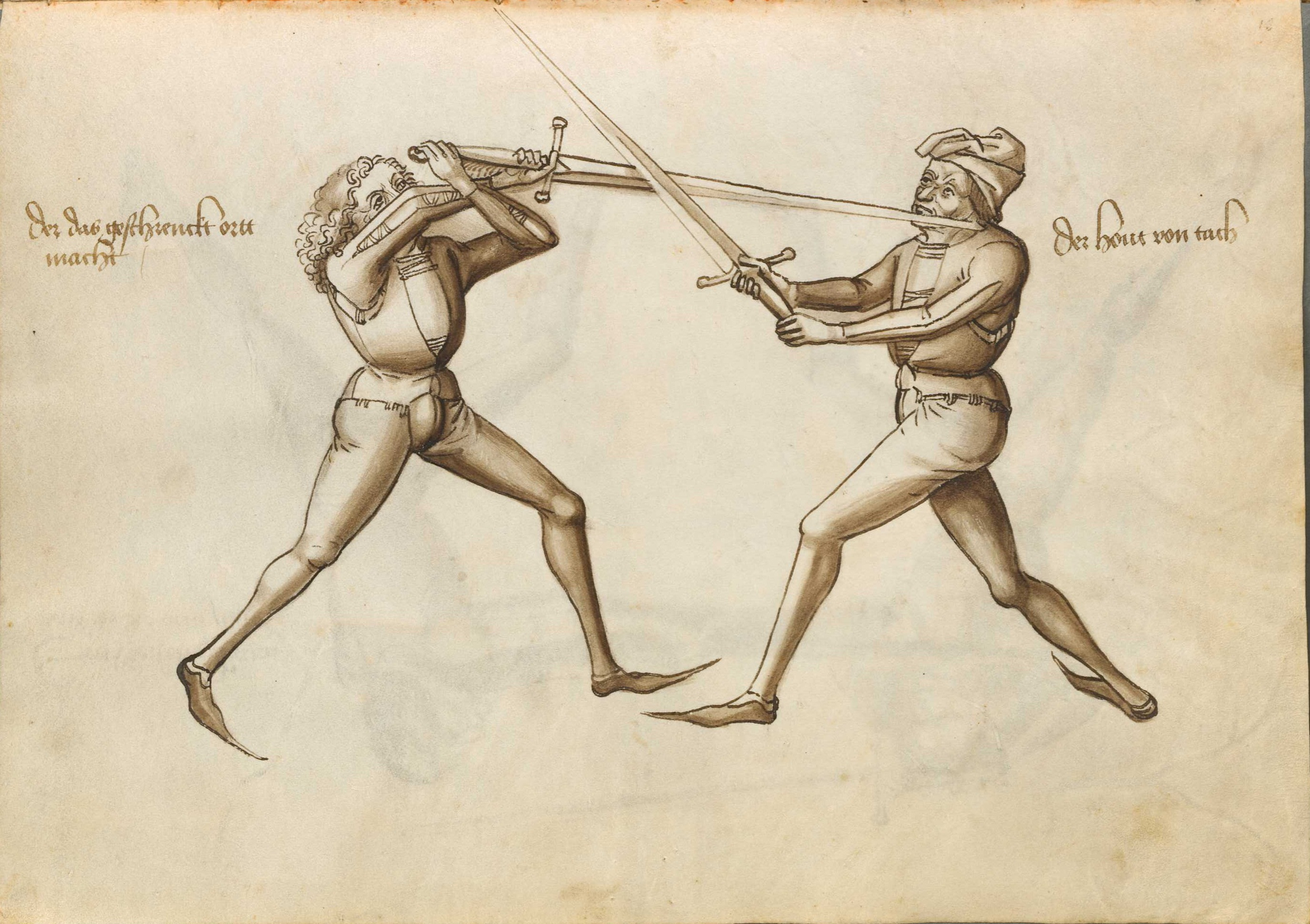
Ilustracja z traktatu mistrza Hansa Talhoffera, walka mieczem długim z pełnym chwytem dwuręcznym 1467 r.

Począwszy od XIII w. głownie mieczy ulegają stopniowemu wydłużeniu (co może mieć związek z potrzebą zwiększenia zasięgu broni podczas walki konnej). Równocześnie w celu poprawienia komfortu użytkowania i uzyskania przeciwwagi dla dłuższej głowni, pewnemu wydłużeniu ulega rękojeść, która nadal przeznaczona jest głównie dla chwytu jednoręcznego, jednak w razie potrzeby umożliwia wygodniejsze dołożenie drugiej ręki (chwyt niepełny – częściowo na rękojeści, a częściowo na głowicy) .
Z biegiem czasu głownia oraz rękojeść ulegały dalszej ewolucji zwiększając swoje rozmiary, aż do połowy XIV w., kiedy to wyodrębnił się już miecz długi w swojej klasycznej postaci – z wyraźnie długą głownią oraz rękojeścią umożliwiającą już pełny chwyt dwuręczny. Od tego czasu miecze o takiej konstrukcji zaczęły wyraźnie zyskiwać na popularności, której szczyt przypadł na XV-XVI w. i objął niemal całą Europę .
Wraz z początkiem renesansu w XVI w. miecze zaczęły stopniowo tracić na znaczeniu, ustępując miejsca broni poręczniejszej: rapierowi w europie zachodniej, oraz szabli w Europie Wschodniej. Ostatecznie miecze zostały całkowicie wyparte z uzbrojenia i sprowadzone do roli broni ceremonialnej.

## Budowa

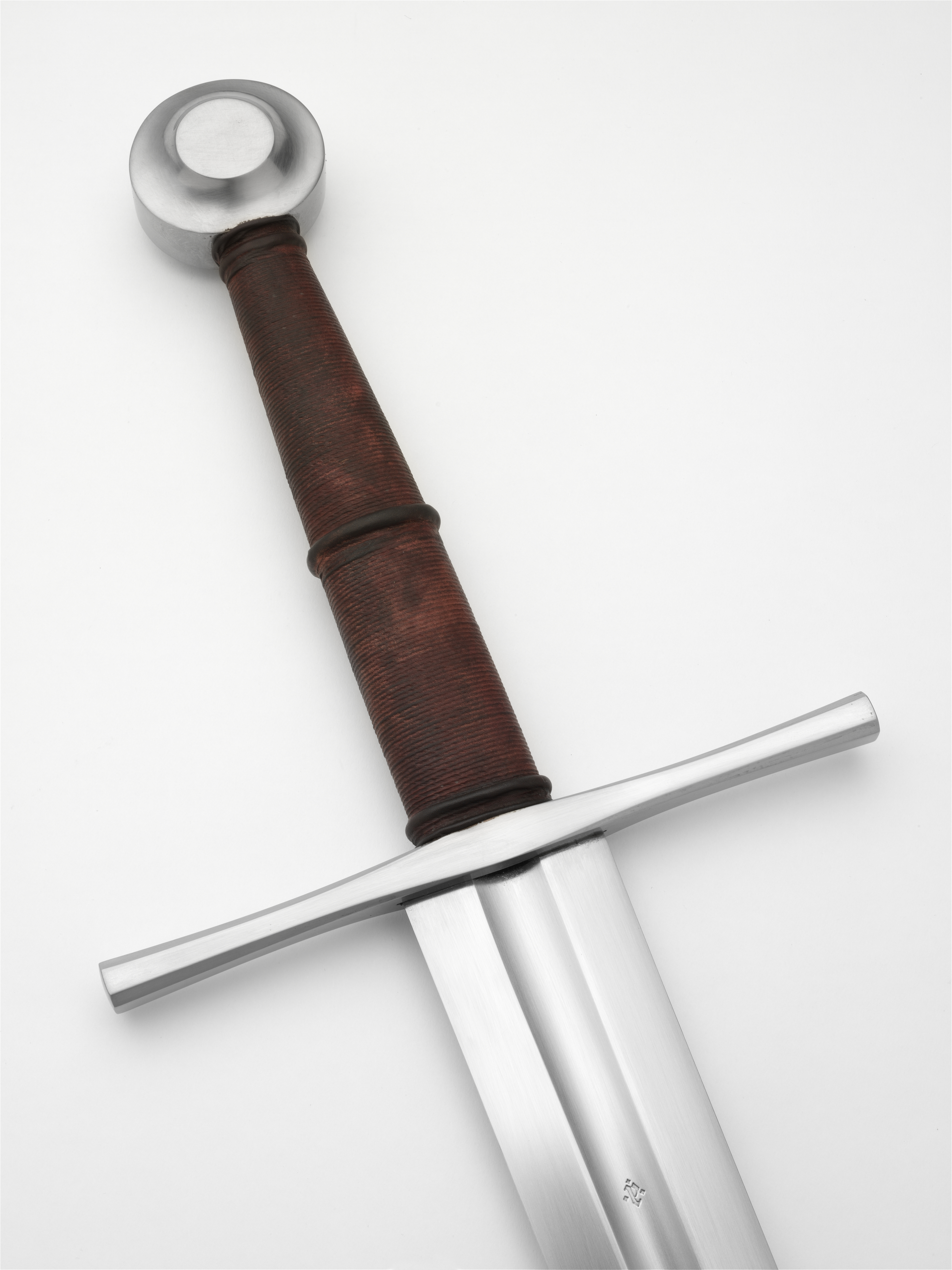
Rękojeść miecza długiego, umożliwiająca pełny chwyt dwuręczny

Miecz długi posiada typowy układ konstrukcyjny charakterystyczny dla średniowiecznego miecza europejskiego (obosieczna głownia, otwarta rękojeść zakończona głowicą oraz krzyżowy najczęściej prosty jelec). W porównaniu z mieczem jednoręcznym posiada zdecydowanie dłuższą głownię i rękojeść (umożliwiającą chwyt dwuręczny – pełny lub częściowy). Jednocześnie jest mniejszy i lżejszy od miecza dwuręcznego.
Dzięki badaniom statystycznym opublikowanym w 2015 roku udało się zebrać dane pozwalające na określenie typowych średnich parametrów zachowanych egzemplarzy mieczy długich.
Średnia długość całkowita:
- 1141,5 mm (XIV w. i wcześniejsze)
- 1220,5 mm (XV w.)
- 1178 mm (XVI w.)

Średnia długość głowni:
- 898,9 mm (XIV w. i wcześniejsze)
- 943,5 mm (XV w.)
- 916,5 mm (XVI w.)

Najkrótszym spośród zmierzonych egzemplarzy był XVI w. egzemplarz A479 należący do Wallace Collection (79,5 cm), natomiast najdłuższym okazał się XV w. egzemplarz o numerze 12706, pochodzący z Livrustkammaren Stockholm (143,7 cm).
Średnia masa:
- 1473,4 g (XIV w. i wcześniejsze)
- 1647,6 g (XV w.)
- 1700,1 g (XVI w.)

Najlżejszym eksponatem był XV-wieczny ZEF 12 o masie 1015 g, natomiast najcięższy był (wskazany wcześniej jako najdłuższy) egzemplarz o numerze 12706, który miał masę 2720 g.

## Technika walki
Miecz długi stanowił najpopularniejszy oręż opisywany w średniowiecznych traktatach szermierczych. Były one rodzajem podręczników, często bogato ilustrowanych, będących kompendium wiedzy autora w zakresie walki, stanowiąc zbiory technik użytecznych w pojedynkach. Do czasów współczesnych zachowały się ich liczne egzemplarze, dając pełny obraz sposobu walki mieczem długim w wiekach średnich
Szczególny wpływ na rozwój średniowiecznej szermierki miał żyjący w XIV w. niemiecki mistrz Johannes Liechtenauer. Mimo iż jego prace nie zachowały się w oryginale, były cytowane przez licznych autorów przez następne stulecia, stanowiąc podstawę średniowiecznej szermierki mieczem długim. Najstarszym zachowanym przekazem, zawierającym jego nauki jest traktat z 1389 r. autorstwa Hanko Doebringera, będącego najprawdopodobniej jego bezpośrednim uczniem.
Lichtenauer wyodrębnił zasadniczo 3 rodzaje walki:
- Bloßfechten – walka piesza bez opancerzenia.
- Roßfechten – walka konna.
- Kampffechten – walka w opancerzeniu.

Określił również 4 podstawowe postawy szermiercze w walce długim mieczem, z których należało wyprowadzać dalsze akcje. Były to:

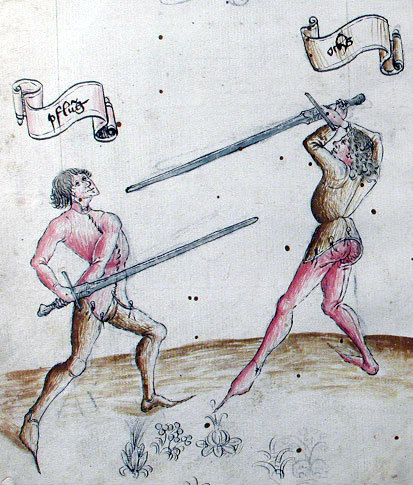
Ilustracja z traktatu Cod. 44 A 8 autorstwa Petera von Danzig z 1452 r. Przedstawia dwóch szermierzy w standardowych pozycjach wyjściowych: Pług (z lewej) oraz Wół (z prawej)

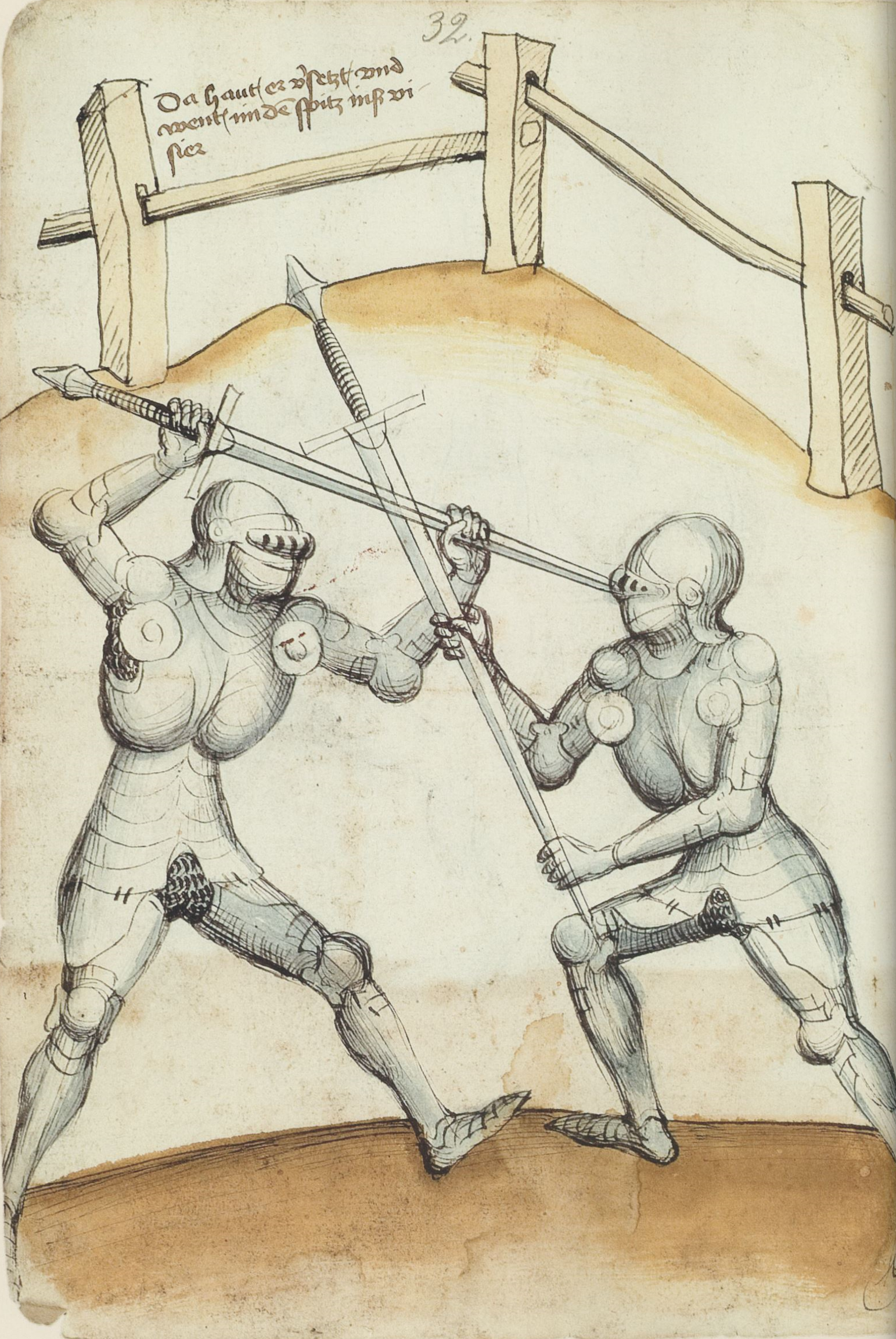
Ilustracja z traktatu MS XIX.17-3 autorstwa Hansa Talhoffera przedstawiająca technikę walki w Półmieczu

- Ochs (wół) – miecz trzymany z boku nad głową, sztychem zwrócony do przeciwnika.
- Pflug (pług) – miecz trzymany z boku na wysokości biodra, sztychem zwrócony do przeciwnika.
- Alber (głupiec) – miecz trzymany przed sobą na wysokości pasa, sztychem zwrócony ku ziemi.
- Vom Dach (z dachu) – miecz trzymany z boku na wysokości głowy, sztychem zwrócony ku górze.

Rodzaje ataku były natomiast podzielone na 3 podstawowe kategorie:
- Pchnięcia (wykorzystywane na dalekim dystansie):
  - obere Ansetzen – wyprowadzane z góry.
  - untere Ansetzen – wyprowadzane z dołu.
- Uderzenia (wykorzystywane na średnim dystansie, wykonywane prosto lub ukośnie):
  - Oberhau – wyprowadzane z góry i kierowane w dół.
  - Unterhau – wyprowadzane z dołu i kierowane w górę.
- Cięcia (wykorzystywane na bliskim dystansie, poprzez mocne przyłożenie ostrza i krojenie):
  - Oberschnitt – w dół.
  - Unterschnitt – w górę.

Wszystkie rodzaje ataków mogły być wykonywane zarówno z lewej, jak i z prawej strony. Mogły być również ze sobą łączone, a oprócz ataków podstawowych istniała ogromna liczba ich modyfikacji, jak i ataków plasujących się poza podstawowymi kategoriami – jak uderzenia głowicą, rozbrojenia, kopnięcia, ataki wykorzystujące techniki zapaśnicze itd.
Lichtenauer przedstawił również łącznie 17 głównych technik użytecznych w czasie walki bez opancerzenia, jednak do najważniejszych z nich zaliczał 5 „uderzeń mistrzowskich” uznawanych przez niego za wyjątkowo skuteczne:
- Zornhau (uderzenie gniewne) – silne uderzenie skośne, znad prawego ramienia odbijające uderzenie przeciwnika, zakończone usytuowaniem sztychu przed twarzą oponenta i wykonaniem pchnięcia.
- Krumphau (uderzenie krzywe) – uderzenie wycelowane w nadgarstki przeciwnika, wykonane poprzez skrzyżowanie własnych rąk, połączone z unikiem względem osi ataku przeciwnika.
- Zwerchhau (uderzenie krzyżowe) – poziome uderzenie wykonywane zazwyczaj z postawy „wołu”, odbijające uderzenie przeciwnika i zakończone trafieniem w jego głowę.
- Schielhau (uderzenie kątem oka) – pionowe uderzenie górne, wykonywane z unikiem względem osi ataku przeciwnika, zakończone trafieniem w głowę lub kark.
- Schattelhau (cięcie skalpu) – pionowe uderzenie górne końcem sztychu, wycelowane w głowę przeciwnika, wykonane z jednoczesnym wycofaniem.

Z czasem, wraz z kolejnymi autorami, wprowadzano nowe postawy, jak i techniki obrony, ataku, kontrataku i rozbrojeń. Techniki zawarte w traktatach podkreślały znaczenie zachowania inicjatywy i ofensywnego działania, zaznaczając, że postawa defensywna prędzej czy później zakończy się błędem i trafieniem przez przeciwnika. Jako alternatywę dla ataku, przedstawiano możliwość sparowania ciosu przeciwnika i błyskawicznego przejścia do kontrataku. Techniki nastawione były przede wszystkim na efektywność i dążenie do osiągnięcia jak najszybszego sukcesu, a prawidłowo wykonane, mogły unieszkodliwić lub zabić przeciwnika już w ciągu kilku sekund od rozpoczęcia starcia (zob. Linki zewnętrzne).
Specyficzną formą walki mieczem długim był tzw. Półmiecz, przeznaczony przede wszystkim do walki w zbroi (kampffechten). Technika ta polegała na trzymaniu jednej ręki na rękojeści, a drugiej mniej więcej na środku głowni miecza. Umożliwiało to zadawanie szybkich i precyzyjnych pchnięć, w nieosłonięte szczeliny pancerza, niczym krótką włócznią. Możliwe było również chwycenie miecza odwrotnie – obiema dłońmi za głownię i zadawanie ciosów rękojeścią, głowicą lub jelcem. Jako że środek ciężkości miecza długiego usytuowany był blisko rękojeści, odwrócenie go czyniło z niego skuteczną broń obuchową.

## Określeniepółtoraręczny
Potoczne, popularne określenie miecz półtoraręczny (ang. hand and a half sword) lub półtorak uznawane jest przez bronioznawców i historyków za nieprawidłowe. Stworzone zostało współcześnie, a jego pochodzenie nie jest jasne i pozostaje przedmiotem spekulacji. Wśród domniemanych twórców pojęcia wskazuje się kolekcjonerów broni białej i wiązać się może z problemem klasyfikacji tego typu mieczy (zwłaszcza ich wczesnych form).
Określenie półtoraręczny może wiązać się z faktem, iż miecz długi stanowi formę pośrednią pomiędzy mieczem jednoręcznym a dwuręcznym. Jego głownia i rękojeść są dłuższe niż mieczy jednoręcznych, a zarazem krótsze niż mieczy dwuręcznych. Jednocześnie wiele typów mieczy długich umożliwia walkę zarówno jedną, jak i dwoma rękoma.
Na korzyść popularności tej nazwy, może przemawiać również fakt, iż wczesne typy mieczy długich nie zapewniały pełnego oburęcznego chwytu, a dołożona dłoń trzymała miecz tylko częściowo (za rękojeść lub głowicę), a więc „połową dłoni” – stąd „półtoraręczność”.